# New Traditions in East Asian Bar Bands
New Traditions in East Asian Bar Bands je studiové album Johna Zorna. V každé skladbě jsou vždy dva stejné hudební nástroje a jeden vypravěč. Na albu jsou tři jazyky, čínština, vietnamština a korejština, v každé skladbě je jeden jazyk.

## Seznam skladeb
| Pořadí         | Název          | Hudba          | Text           | Délka |
| -------------- | -------------- | -------------- | -------------- | ----- |
| 1.             | Hu Die         | Zorn           | Lindsay        | 25:09 |
| 2.             | Hwang Chin-Ee  | Zorn           | Kim            | 16:41 |
| 3.             | Que Tran       | Zorn           | Heinjan        | 13:07 |
| Celková délka: | Celková délka: | Celková délka: | Celková délka: | 72:38 |

## Sestava
- Bill Frisell - kytara („Hue Die“)
- Fred Frith - kytara („Hue Die“)
- Zhang Jinglin - mluvené slovo („Hue Die“)
- Joey Baron - bicí („Hwang Chin-Ee“)
- Samm Bennett - bicí („Hwang Chin-Ee“)
- Jung Hee Shin - mluvené slovo („Hwang Chin-Ee“)
- Anthony Coleman - klávesy („Que Tran“)
- Wayne Horvitz - klávesy („Que Tran“)
- Anh Tranc - mluvené slovo („Que Tran“)